# Garfinckel's
Garfinckel's was een vooraanstaande Amerikaanse warenhuisketen gevestigd in Washington, die zich richtte op een klantenkring van welgestelde consumenten. De vlaggenschipwinkel op de hoek van 14th Street en F Street in het winkelgebied van de stad staat als monument vermeld in het Nationaal Register of Historic Places. In juni 1990 vroeg het bedrijf uitstel van betaling en staakte dat jaar de activiteiten.

## Geschiedenis
Deze detailhandelszaak werd in 1905 opgericht als Julius Garfinkle & Co. door Julius Garfinckel (1872-1936). Oorspronkelijk telde de zaak 10 bedienden. De winkel werd geopend op 2 oktober 1905, op 1226 F Street N.W. in Washington. In augustus 1924 werd de spelling van de winkelnaam gewijzigd in Julius Garfinckel & Co.
In 1946 nam het de herenmodezaak Brooks Brothers over en in 1950 De Pinna. Na de overname van de keten Miller & Rhoads in 1967 vormde het bedrijf een nationaal detailhandelsbedrijf onder de naam Garfinckel, Brooks Brothers, Miller &amp; Rhoads, Inc. In 1977 nam het conglomeraat de damesmodeketen Ann Taylor over. In 1981 bestond het conglomeraat uit bijna 190 winkels in zeven ketens. Datzelfde jaar nam Allied Stores Garfinckel, Brooks Brothers, Miller & Rhoads, Inc. over voor $228 miljoen dollar. In 1986 werd Allied Stores overgenomen door Campeau Corp.en verkocht op zijn beurt de Garfinckel's-keten aan het lokale Raleigh's voor $95 miljoen, waardoor Garfinckel's, Raleigh's & Co. ontsond.
Garfinckel's groeide en breidde zich uit tot een winkelketen, maar ging uiteindelijk financieel ten onder door een reeks fusies en overnames. Op 21 juni 1990 vroeg de voorzitter en CEO van het bedrijf, George P. Kelly, uitstel van betaling aan en ging failliet. 

## Vlaggenschipwinkel
In 1918 was de winkel gevestigd op de hoek van 13th Street en F Street, aan de westkant van het winkelgebied in het stadscentrum. Op de noordwesthoek van 14th Street en F Street, tegenover het Willard Hotel, werd een  nieuw warenhuis van acht verdiepingen gebouwd, dat in 1929 geopend. Het gebouw kostte destijds 2 miljoen dollar en werd ontworpen door de architecten Starrett &amp; van Vleck uit New York. In 1936 telde het warenhuis meer dan 500 werknemers. 
Na het faillissement van Garfinckel in 1990 bleef de winkel enkele jaren leegstaan totdat deze in 1999 werd herontwikkeld. In 1995 werd het op de National Register of Historic Places geplaatst. Van 1997 tot 1999 werd het pand herontwikkeld tot een modern kantoorgebouw en winkelcentrum met de naam  Hamilton Square.

## Filialen
In tegenstelling tot de lokale concurrenten, de Hecht Company, Woodward & Lothrop en Lord & Taylor, opende Garfinckel's tijdens de bloeiperiode van de jaren 1950 en 1960 geen grote aantallen vestigingen in de voorsteden. De eerste winkel in een buitenwijk was een oorspronkelijk een van de hoofdvestiging in het Seven Corners Shopping Center bij de opening in 1956. Daarna werd in 1968 een filiaal in de Montgomery Mall geopend. Het bedrijf exploiteerde ook een 3.300 m² grootte winkel in het Spring Valley Shopping Center in Washington, D.C. Dit filiaal werd gevolgd door de opening van een 2.800 m² grootte winkel in mei 1970 in het Tyson's Corner Center, een 8.400 m² grootte winkel in de Landover Mall op 11 mei 1972 en een tweede hotellocatie in het Washington Hilton van 56 m², geopend in juli 1972. De winkel in Springfield Mall werd in januari 1973 geopend.
Garfinckel's was ervan overtuigd voldoende te hebben uitgebreid en dat de 16.000 m² grootte vlaggenschipwinkel in het stadscentrum verder zou groeien. Dit leidde ertoe dat het bedrijf pas begin jaren 1980 weer verder uitbreidde. Begin jaren 1980 werden er winkels geopend in de Annapolis Mall, de Fair Oaks Mall en een winkel van 1.500 m² in The Shops at Georgetown Park. Dit zouden de laatste nieuwe vestigingen van Garfinckel in de buitenwijken zijn. Nadat het huurcontract voor de winkel in het Tyson's Corner Center eind 1988 afliep, kondigde Garfinckel's het plan aan om een tweede winkel in het centrum van Washington te openen op 1130 Connecticut Avenue N.W., waar destijds een tijdelijk filiaal van Raleigh's gevestigd was. Toen in 1990 het faillissement werd aangevraagd waren er negen vestigingen in bedrijf.